# OFK Subotica
OFK Subotica bivši je srbijanski nogometni klub iz Subotice koji je djelovao 5 godine: osnovan 1959., rasformiran 1964.
Stigao je do Druge savezne lige, drugog ranga jugoslavenskog prvenstva.

## Povijest
Klub je osnovan u rujnu 1959. godine kada je igrač Spartaka, Stevan Vitković (nadimak Riba), dobio ispisnicu te prelazak trenera Tihomir Ognjanov (nadimak Bata) u taj klub.

OFK Subotica je nastao kao pravni sljedbenik Zanatskog nogometnog kluba koji je djelovao pri subotičkoj udruzi obrtnika, spajanjem s rasformiranim Građevinarom i Milicionarom. Počeo je djelovao samostalno pod svojim imenom 1960-ih godina natjecao se u Drugoj saveznoj ligi – Istok te je uvijek pobjeđivali lokalnog rivala Spartak, kako u prvenstvu, tako i u kupu. Subotica je u to vrijeme imala pravo rivalstvo u nogometnim natjecanjima po uzoru na gradske klubove iz Beograda (Partizan, Crvena zvezda), Sarajeva (FK Sarajevo, Željezničar), Zagreba (Dinamo, NK Zagreb ili Lokomotiva).

Na kraju prvenstva 1963./64. klub se spaja s FK Spartak.

Nogometaši koji su ostali na igralištu kraj Somborske kapije pristupili su nekadašnjoj FK Zvezda, kasnije transformiranoj u FK Bačka, što se dogodilo 1970. godine, uoči proslave 70. godišnjice najstarijeg kluba na području bivše SRJ.

## Prvenstva
| Sezona    | Razred | Liga                     | Broj momčadi | Mjesto | Napomena                                         |
| --------- | ------ | ------------------------ | ------------ | ------ | ------------------------------------------------ |
| 1959./60. | V.     | Podsavezna liga Subotica | 11           | 1.     | promoviran u Vojvođansku ligu                    |
| 1960./61. | III.   | Vojvođanska liga         | 12           | 9.     |                                                  |
| 1961./62. | III.   | Vojvođanska liga         | 12           | 3.     | promoviran u 2. saveznu ligu                     |
| 1962./63. | II.    | 2. savezna liga – Istok  | 16           | 7.     |                                                  |
| 1963./64. | II.    | 2. savezna liga – Istok  | 16           | 15.    | zbog financijskih problema klub prestaje s radom |

## Sastav

### 1962./63.
Anđelko Nikolić 22, Tomislav Taušan 6, Antun Mihajlović 5 – Josip Miklenović 30/1, Radojko Tatalović 30, Vojislav Ćorić 26/1, Borislav Zirojević 24, Branimir Vitković 22/1, Slobodan Kosić 15/1, David Gvozdenović 5 – Stevan Vitković 29/13, Nikola Vukomanović 29/10, Ivan Ostojić 29/2, Đorđe Terzić 28/8, Grgo Čović 28/5, Tomislav Bojović 7, Mirko Bakajić 4, Miloš Račić 2, Blaško Kujundžić 1.

### 1963./64.
Anđelko Nikolić 22, Nazif Čutuna 7, Zlatimir Ljujić 3, Jakob Sadovek 1 – Branimir Vitković 30, Vojislav Ćorić 28/1, Josip Miklenović 26, Milan Gvozdenović 23, Nedeljko Čučković 19, Momčilo Ivelja 12, Radojko Tatalović 7, Milutin Račić 6, Mihajlo Klančev 4, Dragan Vasojević 1 – Grgo Čović 23/7, Krsto Kaljević 23/2, Đorđe Terzić 22/8, Slobodan Kosić 16/3, Tomislav Bojović 13/3, Ilija Takač 13/1, Miloš Račić 12/2, Nikola Vukomanović 12/1, Maćeš Hiršman 7/1, Mirko Bakajić 7/1, Blaško Kujundžić 4, Kosta Vučković 3, Karolj Lukačević 1.